# Adil Fahim
Pour les articles homonymes, voir Fahim.
Adil Fahim est un footballeur marocain né en 1983 qui joue au Hassania d'Agadir.

## Biographie
Il évoluait au club de l'Ittihad Khémisset jusqu'en 2009 avant de rejoindre le Maghreb de Fès pendant le mercato estival 2009-2010.
Pendant le mercato d'hiver de la
saison suivante (2010-2011), il revient à l'Ittihad Khémisset puis fut transféré par Hassania d'Agadir en 2012.
Il est international marocain et fait partie de la liste des 35 joueurs présélectionnés pour la rencontre Maroc - Congo prévue le 12 août au Complexe Sportif My Abdellah de Rabat.

## Carrière
- 2003-2009 : Ittihad Khémisset  Maroc
- 2009-2010 : Maghreb de Fès  Maroc
- 2010- 2012 : Ittihad Khémisset  Maroc
- 2012- :  Hassania d'Agadir[1]